# Витамин K9
Витамин K9 — молекула, связывающая НАДН-дегидрогеназу и убихинол-цитохром с-оксидоредуктазу в переносящей системе клеточного дыхания Mycobacterium. Возможно, что витамин удерживает респирасому, состав которой образуют эти два комплекса. Предполагается, что витамин участвует в процессе аэробного дыхания или окислительного фосфорилирования. Молекула имеет 9 углеродных звеньев боковой цепи радикала (менахинон-9).
Структурная формула витамина K9:
Содержание витамина K9 в некоторых продуктах питания: квашеная капуста — 0,9—1,3 мкг/100 г, обезжиренные сливки — 1,2—1,6 мкг/100 г, твёрдые сорта сыра — 45,3—54,9 мкг/100 г, мягкие сорта сыра — 35,1—42,7 мкг/100 г, творожные сыры — 18,1—19,2 мкг/100 г, ферментированный рыбий жир — около 0,1 мкг/100 г.